# Artur de Campos Henriques

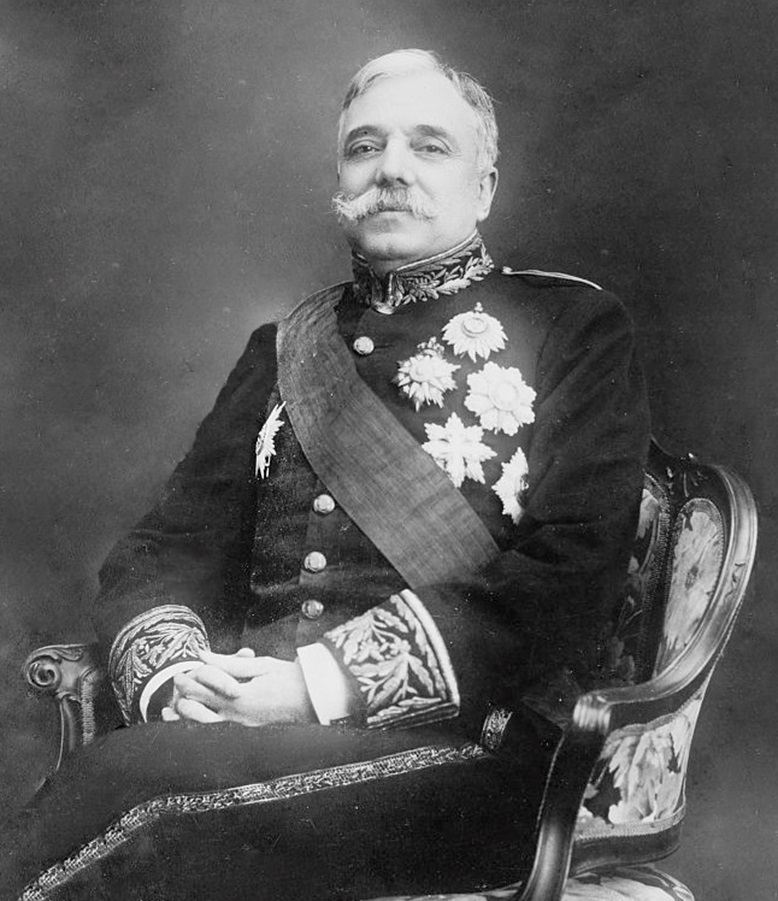
Artur de Campos Henriques.

Artur Alberto de Campos Henriques (Porto, 28 april 1853 - Lissabon, 7 november 1922) was een Portugees politicus en eerste minister.

## Levensloop
Campos Henriques was van Joodse afkomst. Hij was onder andere parlementslid en van 1891 tot 1894 burgerlijk gouverneur van Porto. In 1894 werd hij benoemd tot minister van Openbare Werken, wat hij bleef tot in 1897. Van 26 december 1908 tot en met 11 april 1909 was hij premier van een onafhankelijke regering gevormd door koning Emanuel II.
Hij stond dicht bij de conservatieve afdeling van de Regeneratiepartij, maar was geen officieel lid van de partij. Van 25 juni 1900 tot 20 oktober 1904 en van 20 maart tot 19 mei 1906 was hij minister van Justitie onder Ernesto Hintze Ribeiro.
Van 4 februari tot 25 december 1908 was hij opnieuw minister van Justitie, ditmaal onder Francisco Joaquim Ferreira do Amaral. Nadat die aftrad als premier, volgde Campos Henriques hem op als premier van Portugal.
Hij werd geëerd met het grootkruis in de Orde van de Toren en het Zwaard.
- Library of Congress Control Number: no2008159487
- Virtual International Authority File: 49054021
- WorldCat: E39PBJj8Rtytr9cCrmMhbbxRrq